# چم فاضل
چم فاضل، روستایی از توابع بخش موسیان شهرستان دهلران در استان ایلام ایران است.

## جمعیت
این روستا در دهستان دالپری قرار دارد و براساس سرشماری مرکز آمار ایران در سال ۱۳۸۵، جمعیت آن زیر سه خانوار بوده‌است.